# 朱洪庙镇
朱洪庙镇，原为朱洪庙乡，是中华人民共和国山東省菏泽市曹县下辖的一个乡镇级行政单位。2020年8月，撤乡设镇。

## 行政区划
朱洪庙镇下辖以下地区：
任庄村、后刘村、刘楼东村、刘楼西村、郭庄村、西赵集村、南袁楼村、马庄村、袁庄村、杨堂村、陈李村、薄庄村、西王庄村、李新集村、李庄寨村、姜庄村、文庄村、邢庄村、赵棚村、朱洪庙村、范李村、北袁楼村、东赵集村、付庄村、魏窑村和赵辛庄村。